# Pomadasys
Pomadasys là một chi cá trong họ Haemulidae bản địa của vùng phía Đông Đại Tây Dương xuyên qua Ấn Độ Dương và Thái Bình Dương đến vùng biển nước Mỹ

## Các loài
Có 35 loài được ghi nhận trong chi này
- Pomadasys aheneus McKay & J. E. Randall, 1995 (Yellowback grunt)
- Pomadasys andamanensis McKay & Satapoomin, 1994
- Pomadasys argenteus (Forsskål, 1775) (Silver grunt)
- Pomadasys argyreus (Valenciennes, 1833) (Bluecheek silver grunt)
- Pomadasys auritus (G. Cuvier, 1830) (Longhead grunt)
- Pomadasys bayanus D. S. Jordan & Evermann, 1898 (Purplemouth grunt)
- Pomadasys bipunctatus Kner, 1898
- Pomadasys branickii (Steindachner, 1879) (Sand grunt)
- Pomadasys commersonnii (Lacépède, 1801) (Smallspotted grunter)
- Pomadasys corvinaeformis (Steindachner, 1868) (Roughneck grunt)
- Pomadasys crocro (G. Cuvier, 1830) (Burro grunt)
- Pomadasys empherus W. A. Bussing, 1993 (Bigspine grunt)
- Pomadasys furcatus (Bloch & J. G. Schneider, 1801) (Banded grunter)
- Pomadasys guoraca (G. Cuvier, 1829)
- Pomadasys incisus (S. Bowdich, 1825) (Bastard grunt)
- Pomadasys jubelini (G. Cuvier, 1830) (Sompat grunt)
- Pomadasys kaakan (G. Cuvier, 1830) (Javelin grunter)
- Pomadasys laurentino (J. L. B. Smith, 1953) (Manylined grunter)
- Pomadasys macracanthus (Günther, 1864) (Longspine grunt)
- Pomadasys maculatus (Bloch, 1793) (Saddle grunt)
- Pomadasys multimaculatus (Playfair (fr), 1867) (Cock grunter)
- Pomadasys olivaceus (F. Day, 1875) (Olive grunt)
- Pomadasys panamensis (Steindachner, 1876) (Panama grunt)
- Pomadasys perotaei (G. Cuvier, 1830) (Parrot grunt)
- Pomadasys punctulatus (Rüppell, 1838) (Lined grunt)
- Pomadasys quadrilineatus S. C. Shen & W. W. Lin, 1984 (Yellow-lined grunter)
- Pomadasys ramosus (Poey, 1860)
- Pomadasys rogerii (G. Cuvier, 1830) (Pigsnout grunt)
- Pomadasys schyrii Steindachner, 1900
- Pomadasys striatus (Gilchrist & W. W. Thompson, 1908) (Striped grunter)
- Pomadasys stridens (Forsskål, 1775) (Striped piggy)
- Pomadasys suillus (Valenciennes, 1833)
- Pomadasys taeniatus McKay & J. E. Randall, 1995 (Bronzestriped grunt)
- Pomadasys trifasciatus Fowler, 1937 (Black-ear javelin)
- Pomadasys unimaculatus M. C. Tian, 1982 (Red patched grunter)